# Egyre távolabb
Az Egyre távolabb (Away from Her) egy kanadai filmdráma, amelynek ősbemutatója a 2006-os Torontói Nemzetközi Filmfesztiválon volt. Sarah Polley rendezőnő nagyjátékfilmes debütje Alice Munro 2001-es, Szeret, nem szeret című novelláskötetének „Oda-vissza” című novelláján alapszik. A film producere Atom Egoyan.
A női főszereplő, Julie Christie 2008-ban Golden Globe-díjat kapott a  legjobb drámai színésznő kategóriában.

## Történet
Grant és Fiona Anderson házassága komoly próbatétel elé néz, mikor a feleségen az Alzheimer-kór jelei kezdenek kibontakozni. Fiona egy otthonba költözik, ahol gyakorlatilag elveszíti minden emlékét férjéről, s új románc alakul ki közte és egy másik ápolt, a kerekes székhez kötött, néma Aubrey között.

## Szereplők
- Fiona Anderson – Julie Christie
- Grant Anderson – Gordon Pinsent
- Marian – Olympia Dukakis
- Kristy – Kristen Thomson
- Aubrey – Michael Murphy
- Madeleine Montpellier – Wendy Crewson